# Compsoptera anargyra
Compsoptera anargyra är en fjärilsart som beskrevs av Turati 1913. Compsoptera anargyra ingår i släktet Compsoptera och familjen mätare. Inga underarter finns listade i Catalogue of Life.